# Françoise Athénaïs de Rochechouart de Montespan

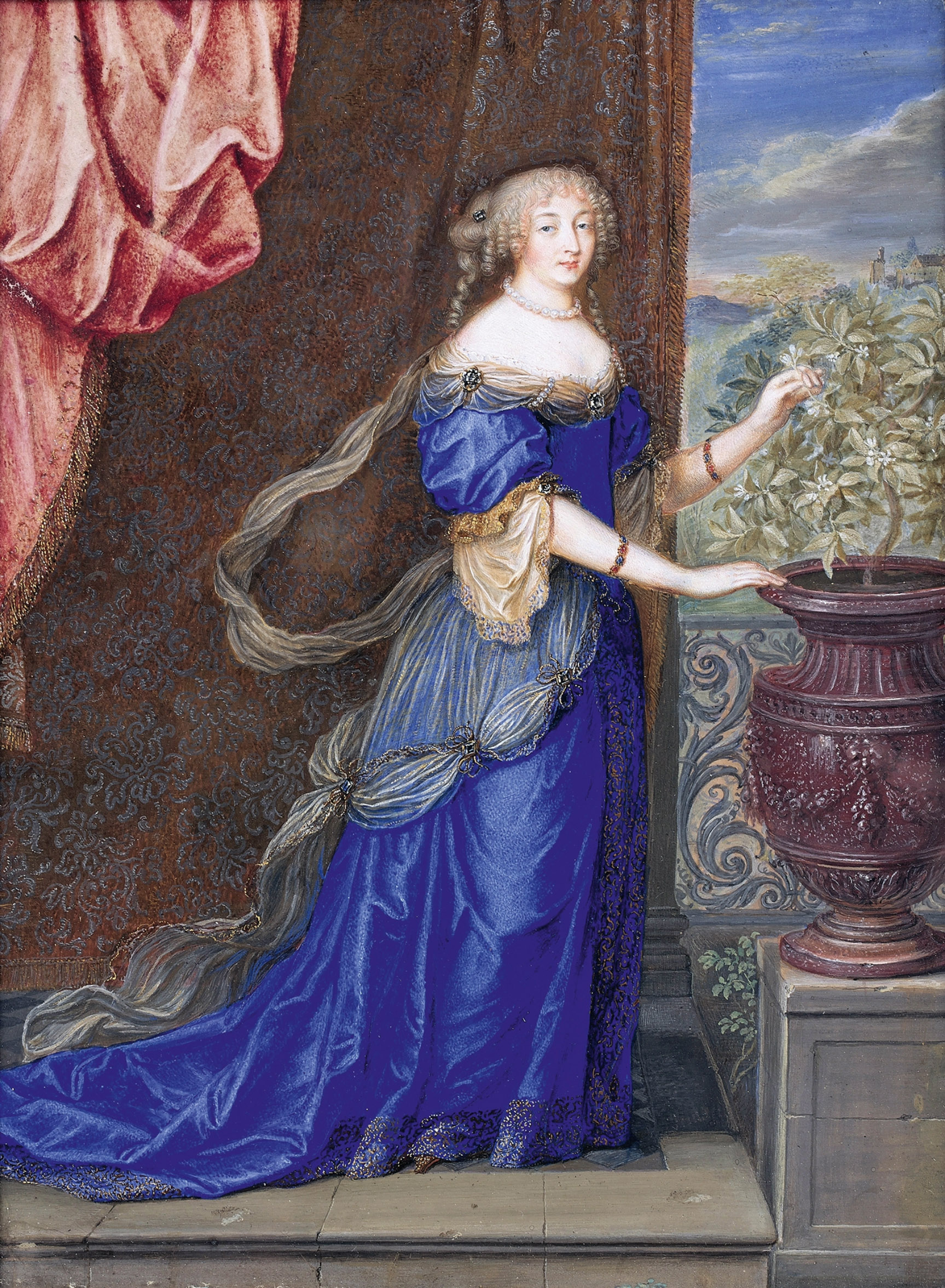
Attributed to Josef Werner - Madame de Montespan- Versailles

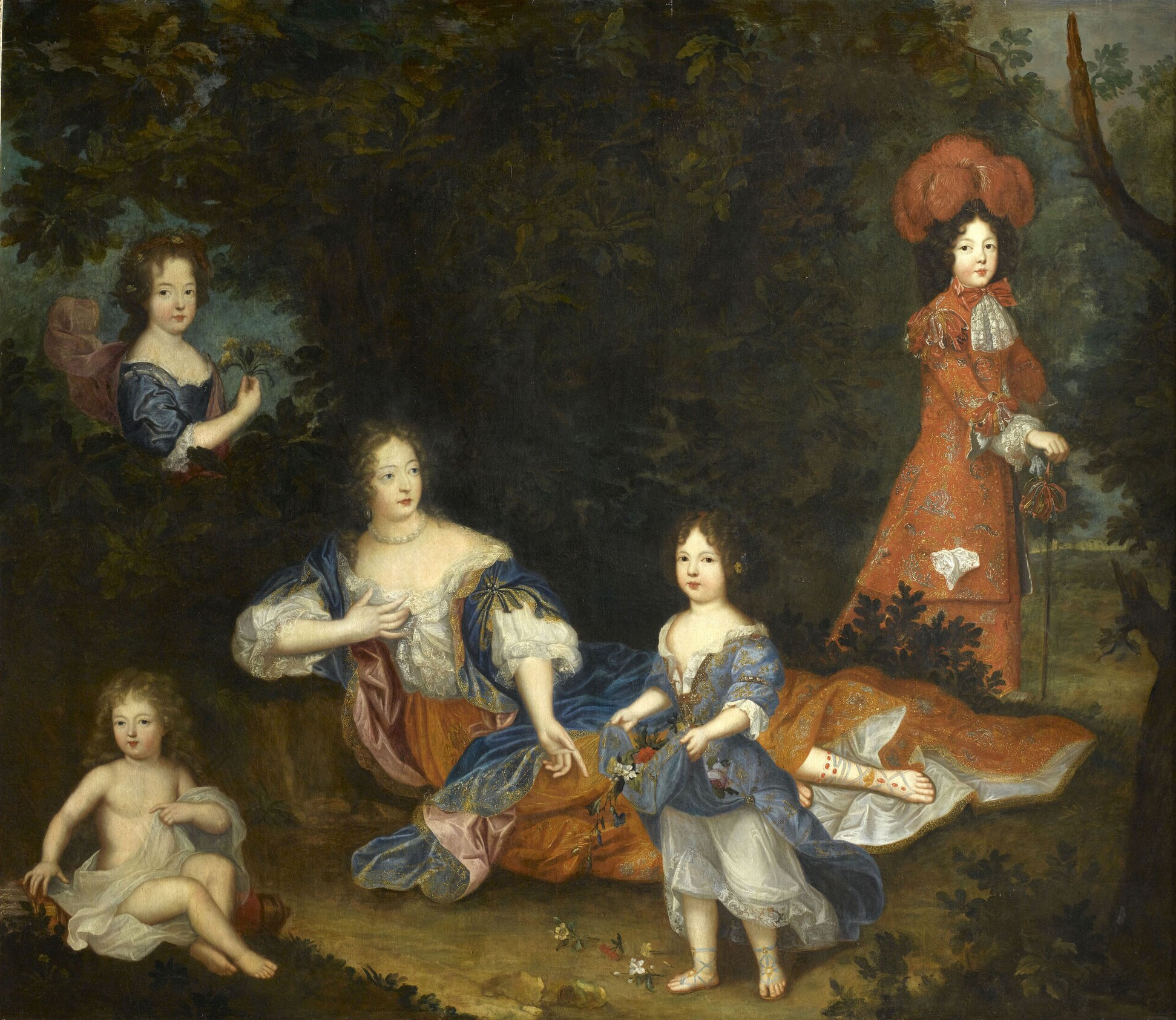
Madame de Montespan med sina barn.

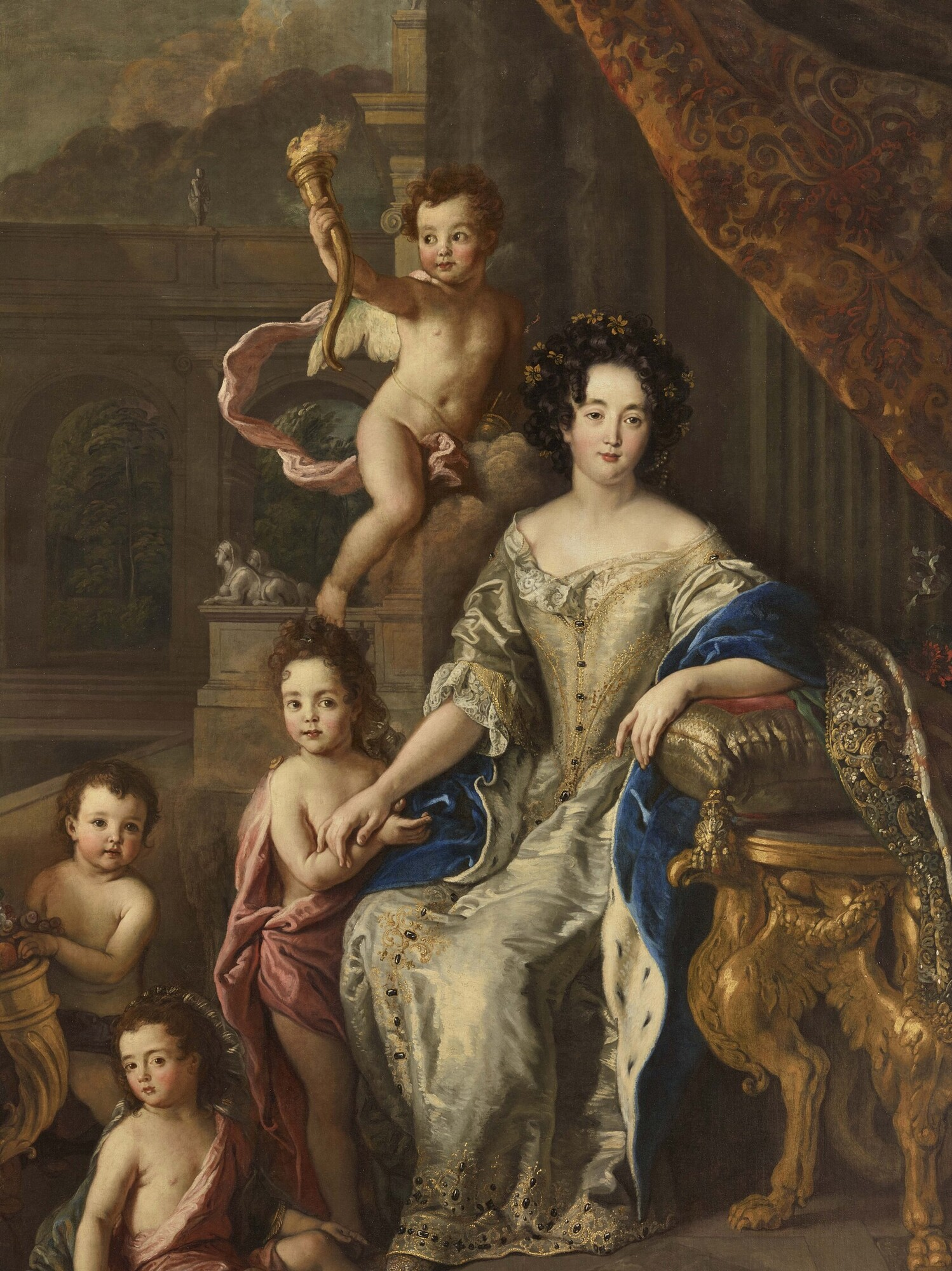
Madame de Montespan med sina barn.

Françoise "Athénaïs" de Rochechouart de Mortemart, Markisinnan de Montespan, allmänt kallad Madame de Montespan, född 5 oktober 1640 i Lussac-les-Châteaux, död 27 maj 1707, var en fransk markisinna och hovfunktionär. 
Hon var mätress, maîtresse-en-titre, till Ludvig XIV mellan 1667 och 1678. Hon efterträdde den tidigare mätressen Louise de la Vallière. 
Med Ludvig fick hon åtta barn, vilka uppfostrades av hennes efterträdare Madame de Maintenon. Madame de Montespan är känd för sin skönhet, praktlystnad och slösaktighet. Under sin tid som kunglig maîtresse-en-titre utövade hon stort kulturellt inflytande, och kallades en tid "Frankrikes sanna drottning". 
Hennes förhållande med kungen avslutades då kungen ersatte henne med Marie-Angelique de Fontanges strax före stora skandal som blev känd som Giftmordsaffären, där hon implicerades för att ha anlitat svartkonstnärer och giftblandare för att uppnå och bibehålla sin ställning som kungens älskarinna, utan att någonsin ställas inför rätta. Hon fortsatte dock att bo kvar vid hovet i ytterligare elva år, innan hon 1691 lämnade hovet. 

## Tidigt liv
Françoise de Rochechouart de Mortemart föddes den 5 oktober 1640 i Lussac-les-Châteaux i nuvarande regionen Nouvelle-Aquitaine i Frankrike, Françoise (som senare antog namnet "Athénaïs"), de Tonnay-Charente härstammade från två av de förnämsta familjerna i Frankrike genom sina föräldrar, Gabriel de Rochechouart, hertig av Mortemart och prins av Tonnay-Charente, och Diane de Grandseigne. Hon var syster till Gabrielle de Rochechouart de Mortemart och Marie-Madeleine de Rochechouart.
Liksom sin far beskrivs hon som en person med charm och espri. Under sin uppväxt delade hon sin tid mellan familjens lantegendomar och hovet i Paris, som hon besökte med sin mor. När hon var tolv år påbörjade hon sin formella utbildning vid klostret Sainte-Marie-des-Dames i Saintes. 
År 1661 blev hon tjugo år års ålder utnämnd till hovfröken hos kungens svägerska prinsessan Henrietta av England, som vid hovet titulerades Madame, som traditionen bjöd. Hon kallades vid denna tid för Mademoiselle de Tonnay-Charente. 
Längre fram ledde vänskapen mellan Athénaïs mor och änkedrottningen, Anna av Österrike, till att hon fick plats som hovdam hos drottningen, Maria Teresia av Österrike. 

### Äktenskap
I februari 1663 gifte sig Françoise med Louis-Henri de Pardaillan de Gondrin, markis av Montespan (1641–1701). Françoise hade tidigare varit förlovad med dennes bror, som dödats i samband med en duell. 
Bröllopet ägde rum i kapellet Église Saint-Eustache i Paris. Paret fick två barn tillsammans. Hennes far betalade inte ut hela hennes hemgift, och paret, som föredrog att stanna vid hovet framför att bosätta sig på sitt gods på landet, hade stora svårigheter att upprätthålla den standard som krävdes för att delta i hovlivet. För att kunna göra det måste de låna pengar och sätta sig i skuld, vilket orsakade spänningar i äktenskapet. 
Som gift kvinna kunde hon inte längre vara hovfröken, men utsågs till hovdam hos drottningen. Paret Montespan bodde i närheten av Louvren, vilket innebar att Athénaïs de Montespan kunde fortsätta att fullgöra sina plikter som hovdam. Hon omnämns under denna period inte bara för sin skönhet utan även för sin charm och konversationsförmåga, präglad av förfinad humor. Om detta vittnar till exempel författaren Saint-Simon och en av tidens berömda brevskrivare, Madame de Sévigné. Hon beskrivs också som kultiverad, intellektuell och politiskt uppdaterad. Hon antog vid denna tid namnet Athénaïs.

## Maîtresse-en-titre

### De facto mätress
I slutet av 1666 var det tydligt att Mme de Montespan hade ambitionen att överta platsen som Ludvig XIV:s mätress från hans dåvarande maîtresse-en-titre, Louise de la Vallière. 
En metod hon använde, utöver att låta sin skönhet och charm ha sin verkan, var att ställa sig in hos tronföljaren, dauphin, som kom att bli henne obrottsligt lojal och en trogen vän.
Madame de Montespan gjorde sig bekant med både drottningen och Louise de la Vallière för att kunna tillbringa så mycket tid som möjligt i kungens sällskap. Vid denna tid var både drottningen och Louise de la Vallière gravida, och kände sig inte i form att underhålla kungen, som lätt blev uttråkad och behövde stimulans, och de valde gärna att ta emot kungens regelbundna besök tillsammans med Madame de Montespan, när de upptäckte hur hur underhållande hon kunde vara. 
I slutet av 1666 började det sägas att Louise de la Vallière inte kunde underhålla kungen utan Madame de Montespan, som beskrivs som kvick, djärv och underhållande, och att kungen började föredra Montespan framför la Vallière. 
Det är oklart exakt när förhållandet mellan Ludvig XIV och Louise de la Vallière avslutades och hans förhållande med Madame de Montespan började. Samtida observatörer noterade att supplikanter och medlemmar vid hovet gradvis övergav Louise de la Vallière, vilket var ett tecken på att hennes relation till kungen och därmed hennes värde som kontaktperson minskade, och istället började uppmärksamma Madame de Montespan. Någon gång mellan november 1666 och juli 1667 lyckades Madame de Montespan förföra kungen medan hennes make var frånvarande på militärtjänstgöring, och de inledde därefter ett hemligt förhållande.
I maj 1667 lämnade kungen hovet på Slottet i Fontainebleau och begav sig av för att delta i kriget i de Spanska Nederländerna. Drottningen och hennes hovdamer, inklusive Madame de Montespan, begav sig en tid efter för att ta farväl av kungen i Compiègne. 
La Vallière fick inte tillstånd att följa med, men hon följde efter på eget initiativ, och hann upp drottningens läger i La Fare i juni. Hennes ankomst orsakade ett uppträde med drottningen, som klagade offentligt. När kungen mötte följet gensköts han av La Vallière som kastade sig för hans fötter, något han reagerade illa på. 
Varken drottningen eller La Vallière tycks ha varit medvetna om att kungen hade ett förhållande med Madame de Montespan. Tvärtom uttryckte Madame de Montespan öppet sin sympati med drottningen över La Vallières uppträdande.

### Skandal
Under vistelsen på slottet i Compiègne mottog drottningen ett anonymt brev som informerade henne om att kungen hade inlett ett förhållande med Madame de Montespan. Drottningen avslöjade brevets innehåll för sina hovdamer och förklarade öppet att hon inte trodde på det. 
Montespans make trodde däremot på brevet, och hans reaktion förorsakade en skandal som förstörde alla möjligheter att hålla förhållandet hemligt. I kontrast till tidigare äkta makar till kungars älskarinnor var han inte samarbetsvillig, utan ställde från denna tid till en rad uppträden och scener vid hovet. 
Han klagade offentligt på kungens förhållande med hans fru, läxade upp kungen med religiösa argument mot äktenskapsbrott, och förklarade att han skulle hämnas på kungen genom att se till att han fick en könssjukdom som han skulle smitta kungen med genom sin fru. 
När han år 1668 hotade Julie d’Angennes, som han anklagade för att ha underlättat otroheten, lät kungen arrestera honom. Han frigavs snart på villkor att han höll sig borta från hovet och bosatte sig på sitt eget slott, där han dödförklarade sin fru och förbjöd deras barn från att träffa henne.
Kungens förhållande med Madame de Montespan orsakade en betydligt större skandal än hans förhållande till Louise de la Vallière. Eftersom Madame de Montespan var gift innebar deras förhållande ett dubbelt äktenskapsbrott, och kyrkan räknade det också som en betydligt värre synd; enligt kyrkan var ett förhållande mellan en gift och en ogift person en synd, medan ett förhållande mellan två gifta personer var en dödssynd. Enligt lag hade en make rätt att låsa in en otrogen hustru i kloster på livstid, och de barn en gift kvinna föddes räknades automatiskt som hennes makes, vilket innebar att han hade laglig rätt över dem. 
Förhållandet mellan kungen och Montespan kunde det därför inte göras offentligt, för att skydda Madame de Montespan från de åtgärder hennes make enligt lagen hade rätt att vidta mot en otrogen hustru. 
Louise de la Vallière fick stanna kvar vid hovet och fortsätta spela rollen som mätress utåt, för att agera täckmantel för kungens förhållande med Madame de Montespan. Louise de la Vallière fick dela bostad med Madame de Montespan, så att kungen kunde besöka Madame de Montespan på hennes rum, under officiell förespegling att besöka Louise de la Vallière; hon tvingades också följa med dem på deras resor och utflykter som täckmantel. 
I mars 1671 reste kungen åter på fälttåg till Flandern. Han ville ha med sig Madame de Montespan, vilket innebar att även Louise de la Vallière måste följa med som officiell täckmantel. Hon följde med sedan hon beordrats av kungen.
År 1673 reste kungen till återigen till fronten i Flandern i sällskap med drottningen, Madame de Montespan i grossess (barnet föddes Tournai under färden) och Louise de La Vallière. Det var vid detta tillfälle som ett vittne ska ha blivit chockerad vid åsynen av kungen sittande i samma vagn med sin hustru och sina två mätresser och skandaliserad sagt att han sett tre drottningar av Frankrike; även Madame de Maintenon följde med i egenskap av guvernant. 

### Erkänd mätress
I december 1673 legitimerade kungen deras barn, något som gjorde att hennes make inte längre hade någon laglig rätt till dem, och därefter utverkade hon en laglig separation från sin make, något som berövade hennes make från hans lagliga rätt även över henne. Därmed fanns det inte längre någon anledning för Louise de la Vallière att stanna kvar som förkläde: i april 1674 lämnade hon hovet, och Madame de Montespan var därmed slutligen kungens öppet erkända mätress. 
Montespan gjorde skandal vid hovet genom att öppet nedvärdera drottningen, Maria Teresia av Österrike; enligt Elisabeth Charlottes memoarer gjorde hon det inte inför kungen, men i annat sällskap inkluderade hon även drottningen i de personer hon förlöjligade genom sin kvickhet, något hon ska ha gjort med de flesta. 
Hon blev känd för sin påkostade och luxuösa livsstil. Utanför slottet i Versailles uppfördes 1670 den så kallade Porslinspaviljongen, där kungen och Madame de Montespan kunde dra sig tillbaka för att få vara ifred, där Grand Trianon senare kom att ligga. 
Hon blev en förebild för mode och stil, vars frisyr och kläder kopierades vid hovet, bland annat den lösa klänningsmodell som hon använde under sina graviditeter. Även drottningen kopierade hennes frisyrer i tron att hon då skulle fånga kungens intresse. Hennes ställning som modeikon var självständig från den som mätress, vilket visas av att den kvarstod även sedan förhållandet med kungen avslutats. 
Montespan beskrivs som vacker, kvick, charmerande och flirtig, och hennes utpräglade hedonism gav henne smeknamnet Quanto; italienska för "så mycket". 
År 1675 utbröt en konflikt med kyrkan, som vägrade ge henne absolution med argumentet att hon var den kvinna som skandaliserat hela Frankrike. 
En präst, Fader Lécuyer, vägrade offentligt att ge henne nattvarden, skällde ut henne och bad henne återkomma när hon ångrat sina synder. Kungen försökte ingripa utan framgång. Krisen orsakade en tillfällig brytning, men paret återförenades snart igen. 
Hon ville gärna utnämnas till hertiginna så som sin företrädare, något som skulle ge henne nästan samma rang som en kunglig person och högre status än alla andra adliga personer vid hovet. 
Detta var dock omöjligt: eftersom hon var gift måste hennes make göras till hertig för att hon skulle kunna bli hertiginna, och han vägrade ta emot en hertigtitel från kungen.
Madame de Montespan utsattes vid flera tillfällen för försök att avsätta henne som mätress genom att andra kandidater fördes fram för att ersätta henne, och under hennes tid som kungens mätress hade kungen uppmärksammade kärleksaffärer med Anne de Rohan-Chabot, Lydie de Rochefort-Théobon, Marie-Charlotte de Castelnau och Isabelle de Ludres, något som väckte hennes svartsjuka. Samtidigt ska hon dock ha godkänt att kungen hade sexuellt umgänge med hennes kammarjungfru Claude de Vin des Œillets, som hon inte uppfattade som en rival. 
Det tycks som om kungens sexuella relation med Madame de Montespan upphörde efter födseln av deras sista barn 1678, då det noteras att han  efter detta inte längre träffade henne i enrum. Hon uppges vid denna tid ha blivit rödbrusig och överviktig, trots att hon mottog två tre timmars massage varje dag för att motverka det, och bar alltför mycket parfym, något kungen ogillade: hon ska även ofta ha varit på dåligt humör och grälat med kungen, som inte längre tillbringade natten med henne och började föredra Madame de Maintenons sällskap.
Vintern 1678-79 inledde kungen sitt förhållande med Marie-Angelique de Fontanges. Hon var en av hans svägerskas hovfröknar, en sådan vanlig bakgrund för hans älskarinnor att svägerskans hovdamer kallades för "Madames plantskola". Han flyttade henne till ett rum intill sitt och låtsades först inte känna henne offentligt, men då hon ofta red med kungens hundsläpp lade hovet snart märke till att han alltid fanns vid hennes sida; de började bära kläder i samma tyg, i kyrkan fick hon platsen bredvid Madame de Montespan, och plötsligt gjorde kungen förbindelsen offentlig genom att ge henne titeln hertiginna. 
Montespan tog initialt inte kungens förhållande med Fontanges på allvar. Fontanges beskrivs som en ung flicka utan någon större intelligens och Madame de Montespan kände sig överlägsen henne och kunde inte betrakta henne som en allvarlig rival. Hon utgick från att det var en tillfällig sexuell förbindelse som inte kunde ersätta henne som officiell mätress, gladde sig åt Madame de Maintenons ogillande över kungens "synd" och demonstrerade sin brist på oro genom att till och med hjälpa Fontanges att klä upp sig inför fester. 
Men när Fontanges blev officiell mätress och utnämndes till hertiginna - en titel Montespan aldrig hade fått - uppges hon ha blivit rasande. 
Kungen kunde dock inte göra Montespan till hertiginna eftersom hennes make vägrade ta emot en hertigtitel: för att trösta henne gav han henne istället rangen som föreståndarinna för drottningens hushåll, och hon efterträdde 1679 grevinnan de Soissons i posten som Surintendante. 
Kort efter detta utbröt dock den stora skandalen giftmordsaffären genom arresteringen av La Voisin.

### Barn med kungen
Det första barnet Athénaïs de Montespan fick med kungen föddes i mars 1669. Den nyfödda flickan, Louise Françoise de Bourbon (1669–1672), placerades hos en vän till Montespan, Françoise Scarron. Kungen köpte en liten villa i närheten av Versailles där Scarron kunde uppfostra barnen. Scarron var officiellt anställd som guvernant till Bonne de Pons d'Heudicourts dotter, och Scarron tog ibland med sig barnen till Versailles i sällskap med d'Heudicourt och hennes dotter. 
År 1673 legitimerade kungen de då tre barn han fått med Athénaïs de Montespan, Louis Auguste, Louis Cesar och Louise Françoise, dock utan att offentliggöra deras mors namn. Detta då hon fortfarande var gift med markis de Montespan, och man ville undvika att ge honom någon rätt till de barn hans hustru fått med kungen. Barnen kom på grund av moderns plikter som kungens mätress och hennes livliga sällskapsliv att stå närmare Scarron än modern. Ytterligare en dotter, Louise Marie (1674-1681), legitimerades 1676. 
De två sista barnen, Françoise Marie (1677-1743) och Louis Alexandre (1678-1737), legitimerades i november 1681.

### Giftmordsaffären
Madame de Montespan ska tidigt ha använt sig av vad hon trodde var svart magi för att behålla kungens intresse, och även gift mot sina rivaler.
År 1679 drogs Montespan in i den berömda giftmordsaffären kring La Voisin, genom att hennes kammarjungfru Claude de Vin des Œillets ofta nämndes under förhören.  
En rad anklagelser lades fram mot Montespan inför Charmbre ardante. 
År 1665 ska hon ha konsulterat La Voisin för kärleksmedel (afrodisiaka), och 1666 ska hon på förmedling av La Voisin ha låtit prästen Étienne Guibourg utföra en svart mässa över sin egen nakna kropp för att få bli kungens mätress. 
Prästen läste evangeliet över Madame de Montespans huvud samtidigt som en ceremoni utfördes med hjärtan från duvor över en vigd kalk, samtidigt som hon bad till Djävulen: 
"Låt konungen älska mig, låt Monseigneur le Dauhphin bli min vän och låt denna kärlek och vänskap bestå. Gör drottningen barnlös; låt konungen lämna La Valliére och aldrig se åt henne mer; låt drottningen bli förskjuten och låt konungen gifta sig med mig".
Resultatet skulle ha varit att hon året därefter, i juni 1667, också mycket riktigt blev kungens mätress och att han övergav La Valliére för hennes skull; kronprinsen blev också hennes vän (och skulle alltid förbli det). Däremot slog bönen om drottningen inte in, för hon födde flera barn även efter detta, och kungen skilde sig aldrig från henne - och inte heller gifte han sig någonsin med Montespan. 
När kungen ersatte henne med Marie-Angelique de Fontanges, uppges hon ha planerat att mörda sin rival. Hon ska också ha planerat att mörda kungen med gift.  
Planen att mörda kungen och Fontanges uppges ha avbrutits precis när de första arresteringarna i giftmordsaffären gjordes. 
Samma dag som La Voisin arresterades, ska Madame de Montespan ha lämnat hovet under flera dagar, under vilka hon ska ha besökt en av La Voisins giftförsäljare, Francoise Filstre, som sålde henne gift från Galet.
Montespan blev aldrig offentligt anklagad och kallades aldrig till förhör. Kungen, Louvouis och Madame de Maintenon beslöt 1680 att i stället avbryta rättsprocessen och tysta ned hela affären.  Hennes inblandning i giftmordsaffären avslutade dock slutgiltigt hennes förhållande med kungen.

## Senare liv

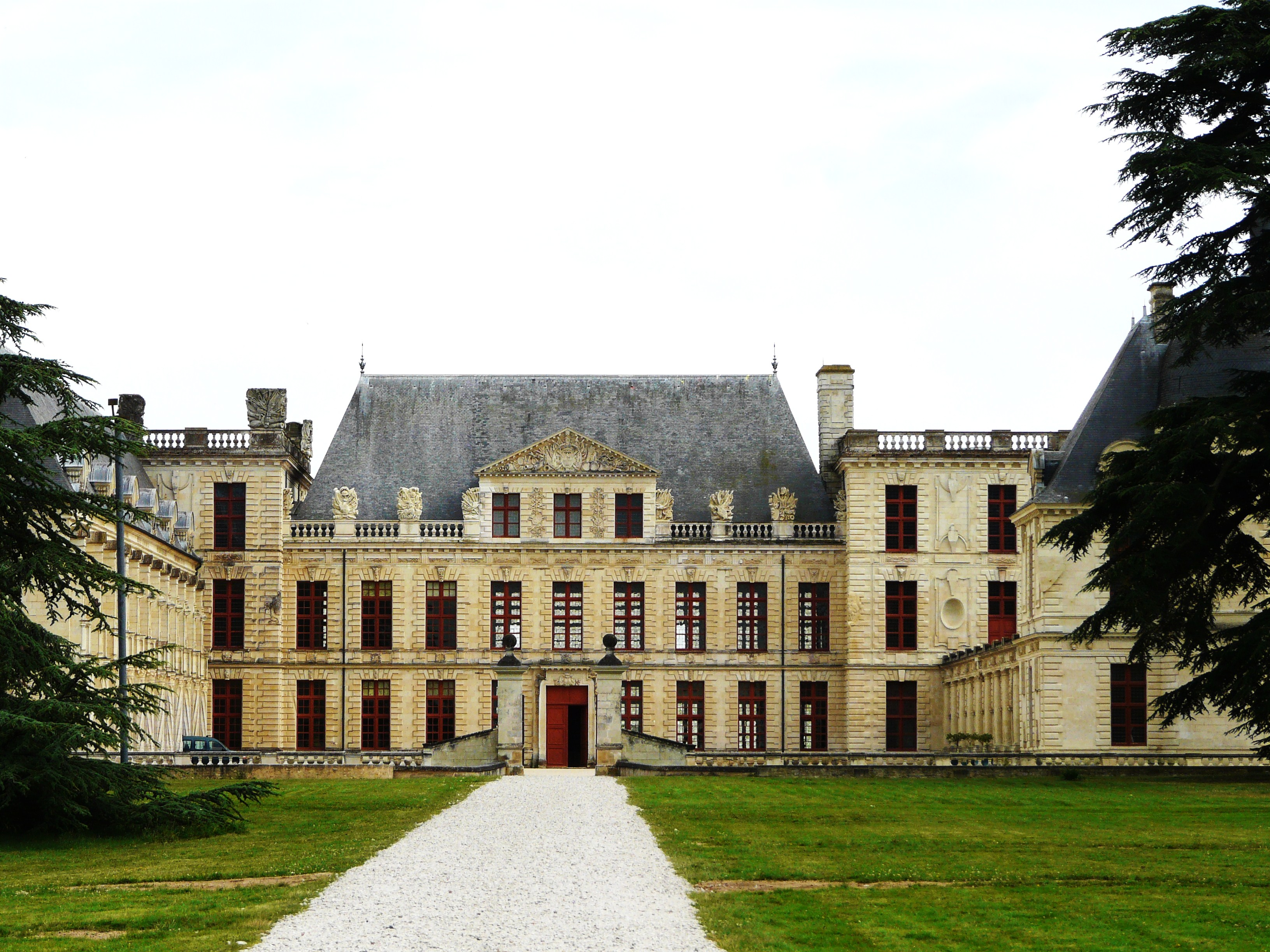
Château d'Oiron

Athénaïs de Montespan stannade kvar i sin våning intill kungens vid hovet även efter att hennes ställning som mätress upphört. Kungen besökte henne fortfarande regelbundet för en stunds samtal, även om han inte längre var ensam med henne, och hon bjöds in till hans privata villa i Château de Marly, något som vid hovet var själva kännetecknet för att man tillhörde kungens inre krets, och delta vid hovets fester.  
Vid drottningens död 1683 upphörde hennes ämbete som drottningens Surintendante. Hon saknade därmed anställning vid hovet, men hon tilläts ändå att stanna. Följande år tvingades hon dock att lämna sin våning bredvid kungens. 
År 1691, elva år efter giftmordsaffären, lämnade Montespan slutligen hovet. Hon hade blivit upprörd över att ha blivit fråntagen vårdnaden av sin dotter utan att ha blivit tillfrågad, och förklarade att hon krävde tillstånd att få lämna hovet. Hennes krav var menat som ett hot, men hon togs på orden när kungen genast biföll den. 
Hon bosatte sig initialt som gäst i ett kloster i Paris, Filles de Saint-Joseph på rue Saint-Dominique i Paris, med en pension på en halv miljon franc. År 1700 lämnade hon klostret och köpte ett slott, Château d'Oiron, där hon levde under sitt återstående liv. Hon ägnade sig åt att agera mecenat för konstnärer och att bedriva välgörenhet, som att göra donationer till sjukhus. Med tiden ägnade hon sig också åt botgöring. 
Efter död förbjöd kungen hennes barn att bära sorg, men de som kände en sådan visade den i alla fall genom att vägra delta vid hovfesterna.

## Barn
Barn med Ludvig XIV
1. Louise de Bourbon (1669–1672; död vid 3 års ålder)
2. Louis Auguste de Bourbon (1670–1736; hertig av Maine)
3. Louis César de Bourbon (1672–1683; död vid 11 års ålder)
4. Louise Françoise de Bourbon, Mademoiselle de Nantes (1673–1743; gift med Louis de Bourbon, prins av Condé)
5. Louise Marie Anne de Bourbon (1674–1681; död vid 7 års ålder)
6. Françoise Marie de Bourbon, Mademoiselle de Blois (1677–1749; gift med Filip av Orléans, Hertig av Orléans, "Regent av Frankrike")
7. Louis Alexandre de Bourbon (1678–1737; greve av Toulouse, amiral)

## Bildgalleri

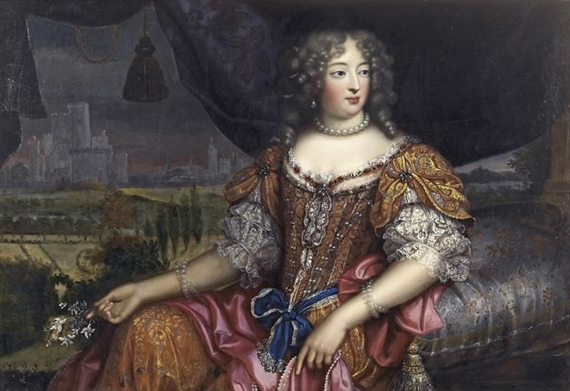
Pierre Mignard - Madame de Montespan
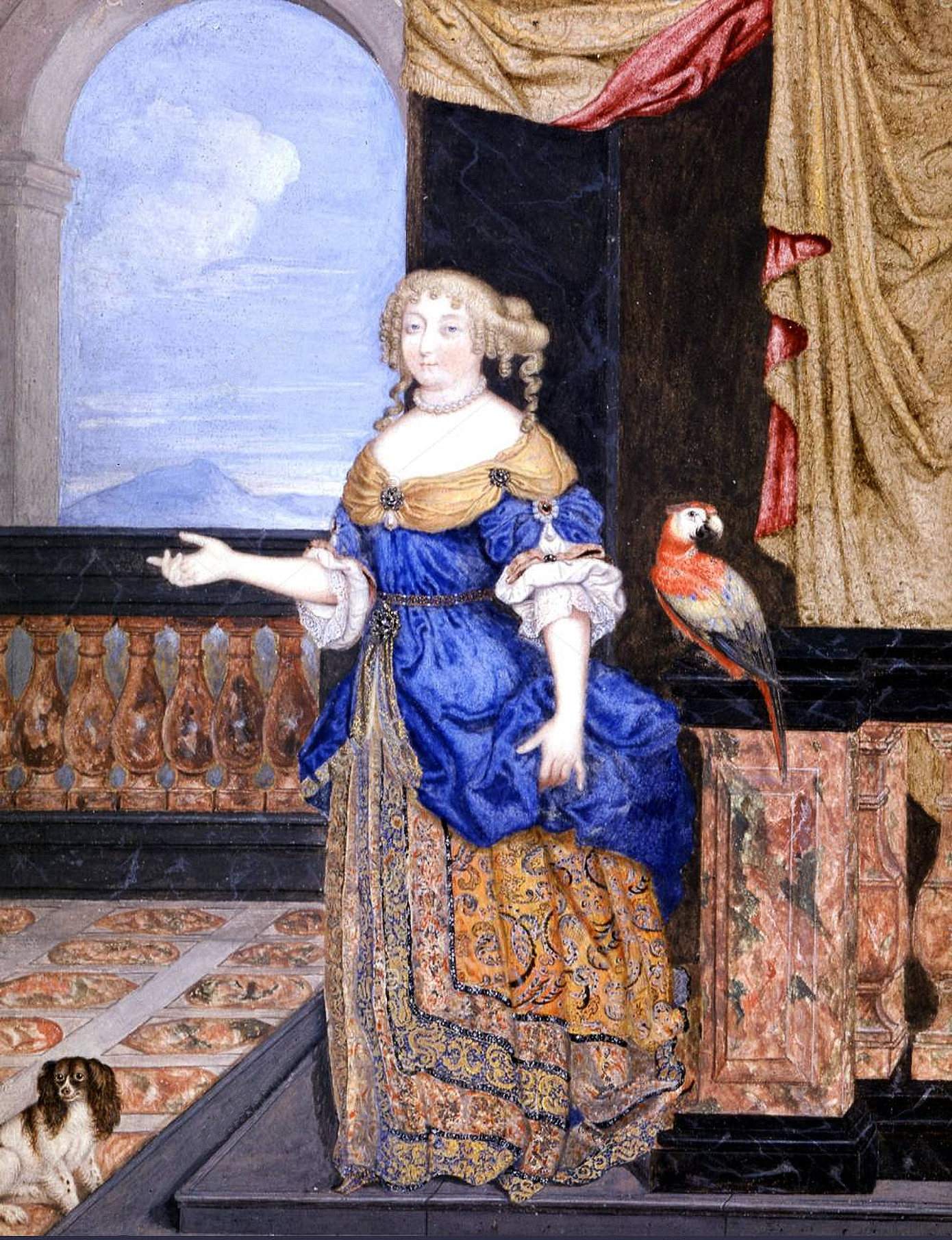
Louis de Chatillon eller Pierre Mignard - Madame de Montespan
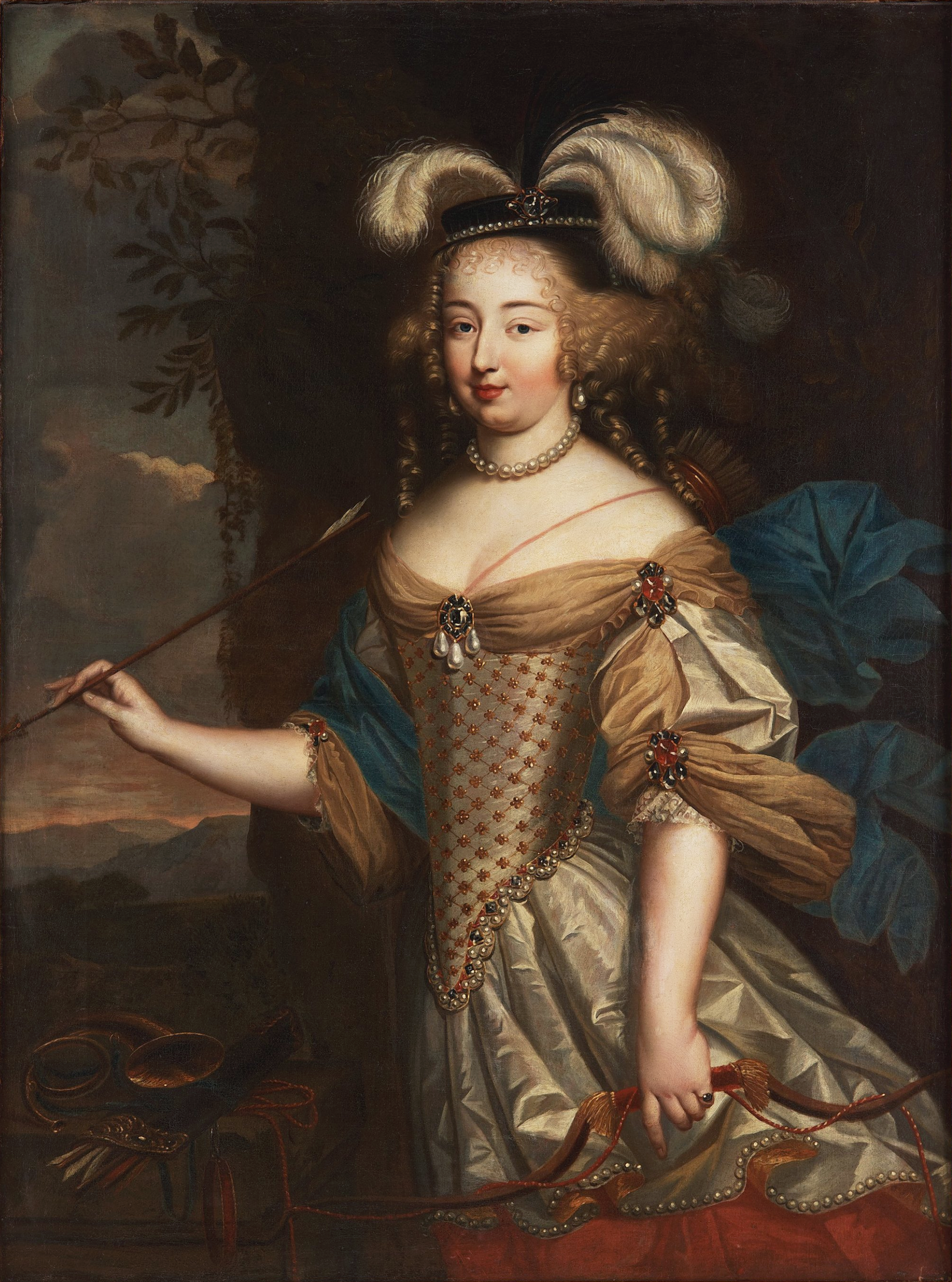
Pierre Mignard - Madame de Montespan som Diana
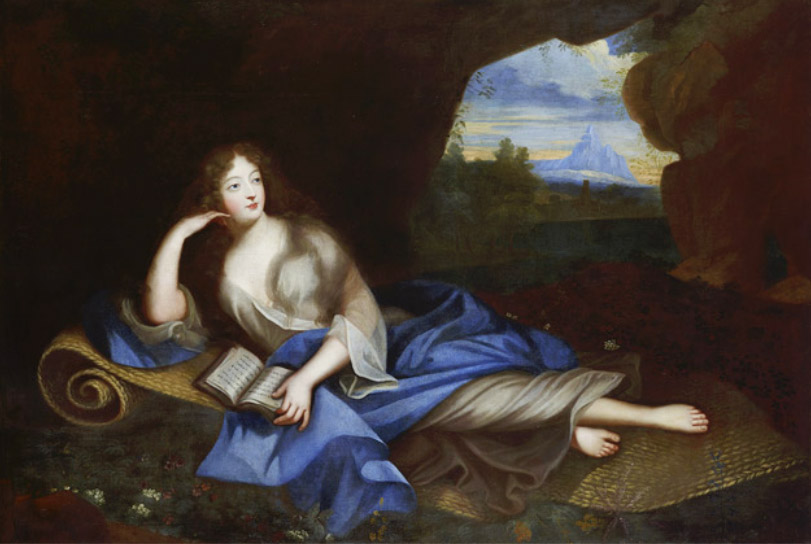
Madame de Montespan
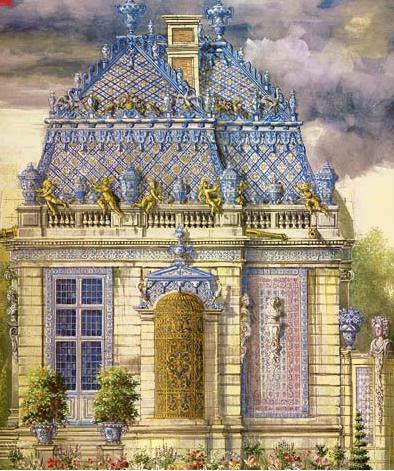
Porslinspaviljongen (1670-1687), uppförd för Madame de Montespan vid Versailles.